# Sergio de Randamie
Sergio Marlon de Randamie (Paramaribo, 5 luglio 1984) è un ex cestista surinamese con cittadinanza olandese.

## Palmarès
- Campionato olandese: 2

Amsterdam: 2007-08, 2008-09